# Anisogramma anomala
Anisogramma anomala är en svampart som först beskrevs av Peck, och fick sitt nu gällande namn av E. Müll. 1962. Anisogramma anomala ingår i släktet Anisogramma och familjen Valsaceae.   Inga underarter finns listade i Catalogue of Life.